# Vlastimila Karlasová
Vlastimila Karlasová (19. února 1899 České Budějovice – 29. května 1939 Brno), rozená Hrdinová, byla česká novinářka, spisovatelka a překladatelka, píšící pod pseudonymem Saša Rouštecká.

## Životopis
Rodiči Vlastimily byli Vít Hrdina, jeden z dirigentů (ředitelů) českobudějovické filiálky Živnostenské banky, a jeho manželka Anna, rozená Nečasová.
Vlastimila Hrdinová působila jako pracovnice české menšiny ve Vídni, kde její otec pracoval v tamní pobočce Živnostenské banky, od roku 1909 ve vrcholných pozicích. Psala povídky, fejetony a překlady pro časopisy/noviny: Útěcha (pro děti), Nové síly, Vídeňské Dělnické listy, Dunaj, Právo lidu, Americké Dělnické listy a Ročenky, Nová doba, Ženské noviny, Kmen.
V roce 1931 žila v Brně-Žabovřeskách, kde bydlela na adrese Březinova 37. Toho roku se v Brně vdala za Václava Karlase, válečného invalidu a trafikanta.

## Dílo

### Spisy
- Vídeň. 1. díl – vydal Vzdělávací sbor Československé sociálně demokratické strany dělnické v Rakousku. Vídeň: Jednota Máj, 1922
- Vídeň. 2. díl – vydal Vzdělávací sbor Československé sociálně demokratické strany dělnické v Rakousku. Vídeň: Jednota Máj, 1923
- Vídeň. 3. díl, feuilletony Dělnických listů: Vídeň: Lidová knihovna, 1929
- Vídeň. 4. díl, feuilletony Dělnických listů: Vídeň: Lidová knihovna, 1932
- Cestička do školy – Vídeň: Lidová knihovna, 1937

### Překlady
- Nebohý princ: a jiné povídky – Aleksandr Ivanovič Kuprin. Praha: Stanislav Minařík, 1920

### Jiné
- Z cest k ubohým – Nové síly: týdeník československých žen národně-demokratických, číslo 39, r. 1920
- Člověk a dílo – Josef Svatopluk Machar; úvod napsala a výběr z prací se svolením básníkovým pořídila S. Rouštecká. Vídeň: s. n., 1926